# 張鈺 (乒乓球運動員)
張鈺（英語：Cheung Yuk，1981年10月28日—），出生于江苏省，香港前男子乒乓球运动员，他擅長以左手橫板快攻結合弧圈打法。张钰的最高世界排名是第12名，他曾参加过3届奥运会、4届亚运会，总共获得4枚乒乓球世锦赛铜牌、4枚亚运会奖牌，其中一枚金牌是他和帖雅娜在釜山亚运会乒乓球混双比赛上获得的，这枚金牌也是香港队在亚运会乒乓球项目上获得的第一枚金牌。

## 运动生涯

### 1999年－2001年：初出茅庐
张钰出生于江苏省。1999年，他来到香港，并加入香港乒乓球队。他在国际主要赛场上的首次亮相是在马来西亚吉隆坡举办的2000年世界乒乓球锦标赛。2000年9月，他参加了自己运动生涯里的首届奥运会。首先在双打比赛中，他和搭档梁柱恩在预赛中以第一名的身份晋级，但在八分之一决赛中他们以2比3的比分不敌韩国组合柳承敏和李哲承，未能晋级8强:68–70。之后在男子单打比赛中，他同样以小组第一的身份晋级淘汰赛，但在十六分之一决赛中以0比3的比分不敌日本选手松下浩二无缘下一轮:54–57。2001年，他参加了在日本大阪举办的世界乒乓球锦标赛，在男子单打、男子双打以及混合双打这三个项目中分别止步于32强、16强以及32强。

### 2002年－2004年：釜山亚运混双金牌、雅典奥运
2002年10月，张钰赴韩国釜山参加亚运会。他参加的第一个项目是男子团体比赛，在半决赛中，香港队以大比分0比3负于中国队，最终获得铜牌，这是张钰获得的首枚亚运会奖牌。在之后进行的混合双打比赛中，他和搭档帖雅娜表现出色，在决赛中以4比3的比分险胜韩国的柳承敏和柳智惠，为香港队夺得队史上首枚亚运会乒乓球项目的金牌。而在之后的男子双打和男子单打比赛中，张钰均止步于8强。一年后，他参加了在法国巴黎举办的世界乒乓球锦标赛，在男子单打、男子双打以及混合双打这三个项目中分别止步于64强、8强以及16强。2004年8月，张钰再度联同梁柱恩，以五号种子的身份参加雅典奥运会，然而他们在第三轮比赛中以0比4的比分不敌俄罗斯组合德米特里·马祖诺夫和阿里克谢·斯米尔诺夫，提前结束奥运之旅。

### 2006年－2008年：首夺世锦赛奖牌、多哈亚运、北京奥运
2006年4月，由李静、张钰、高礼泽、梁柱恩、谢嘉俊组成的香港男子乒乓球队参加了当年在德国不来梅举办的世界乒乓球锦标赛，在半决赛中他们遇上韩国队，结果他们以0比3落败，获得一枚铜牌，这枚铜牌是张钰获得的第一枚乒乓球世锦赛奖牌。同年11月底至12月初，张钰参加了在多哈举办的亚洲运动会，首先在男子团体赛中，他和队友在半决赛中以0比3负于韩国队，无缘决赛，香港队也直接获得一枚铜牌。在之后的男子双打和男子单打比赛中，张钰仍未能实现突破，两项目均在四分之一决赛中被淘汰出局。
2008年，张钰和队友参加了在广东广州举办的乒乓球团体世锦赛，在半决赛中，香港队最终以0比3的比分不敌中国队，无缘决赛，和日本队并列第三名。同年7月，他的男子单打世界排名上升到了第12位。同年8月，他来到北京，参加了自己运动生涯中的最后一届奥运会。他的第一个参赛项目是男子团体，在预赛中，他和队友以小组第二的身份晋级铜牌附加赛，然而他们在第二轮比赛中以1比3的比分负于韩国队，无缘铜牌赛决赛。之后他以9号种子的身份参加单打项目的比赛，然而他在第三轮比赛中以1比4的比分不敌瑞典选手约尔根·佩尔森，结束了北京奥运之旅。

### 2009年－2014年：广州亚运混双银牌、两届世锦赛混双铜牌
2009年12月，张钰参加了在香港举办的东亚运动会，获得了男子单打和男子双打这两个项目的铜牌。翌年5月，由唐鹏、张钰、李静、江天一、高礼泽组成的香港男队参加了在俄罗斯莫斯科举行的乒乓球团体世锦赛，在四分之一决赛中，他们输给了日本队，没能夺得奖牌。同年11月，张钰出战广州亚运会。在他参加的第一个项目男子团体中，香港队0比3负于韩国，止步8强。而在之后的混双比赛中，张钰和搭档姜华珺发挥出色，闯入决赛，但在决赛中不敌中国的许昕和郭焱，获得亚军。男子双打方面，张钰和搭档李静在四分之一决赛中以0比3负于王皓和张继科，无缘半决赛。2011年5月，张钰参加在荷兰鹿特丹举办的乒乓球世锦赛，在混双项目上，他和搭档姜华珺在半决赛中被张超和曹臻击败，虽无缘决赛，但张钰首次获得了乒乓球世锦赛双打项目的奖牌。
2012年3月，张钰和队友代表香港参加在德国多特蒙德举办的乒乓球团体世锦赛，在淘汰赛第一轮香港队以2比3不敌中华台北队，最终仅获得第9名。一年后，张钰再度出战乒乓球世锦赛，在混双项目上，他再度搭档姜华珺，在四分之一决赛上以4比3险胜同队的江天一和李皓晴，在半决赛上，他们对阵朝鲜的金赫峰和金仲，尽管他们在前三局均战胜对手，但在后四局遭对手逆转，再度与决赛无缘，并摘得铜牌。2014年9月，张钰前往韩国仁川出战亚运会，首先在男子团体赛中，他和队友在四分之一决赛中以2比3的比分负于中华台北队，之后在混合双打比赛中，他和搭档姜华珺在四分之一决赛上未能战胜日本的福原爱和岸川圣也，止步8强，结束该届亚运会之旅。

## 家庭
在北京奥运会举办的3年之前，张钰被教练安排到德国去参加联赛，在那里他认识了他的妻子。2009年9月，他们的儿子出生。

## 榮譽
- 香港杰出新秀运动员（2001年，现香港最具潜质运动员）[33]
- 香港特區政府嘉獎

行政長官社區服務獎狀（2011年）